# Festiwal Muzyki Filmowej Krzysztofa Komedy
Festiwal Muzyki Filmowej Krzysztofa Komedy – festiwal muzyczny popularyzujący twórczość polskiego pianisty jazzowego i kompozytora Krzysztofa Komedy, organizowany w Warszawie od 2006 roku przez Fundację Jazz Art. 
Festiwal jest miejscem prezentacji twórczości artystów różnych dziedzin sztuki (muzyka, teatr, balet, film, sztuki wizualne), których inspiruje twórczość Krzysztofa Komedy. W ramach festiwalu odbywają się koncerty z udziałem uznanych muzyków polskich i zagranicznych, wystawy fotografii, projekcje filmowe.